# Capsicophysalis potosina
Capsicophysalis potosina är en potatisväxtart som först beskrevs av Benjamin Lincoln Robinson och Jesse More Greenman, och fick sitt nu gällande namn av Averett, M.Martínez. Capsicophysalis potosina ingår i släktet Capsicophysalis och familjen potatisväxter. Inga underarter finns listade i Catalogue of Life.